# Montrichardia linifera
Montrichardia linifera är en kallaväxtart som först beskrevs av Manoel Arruda da Cámara, och fick sitt nu gällande namn av Heinrich Wilhelm Schott. Montrichardia linifera ingår i släktet Montrichardia och familjen kallaväxter. Inga underarter finns listade.

## Bildgalleri

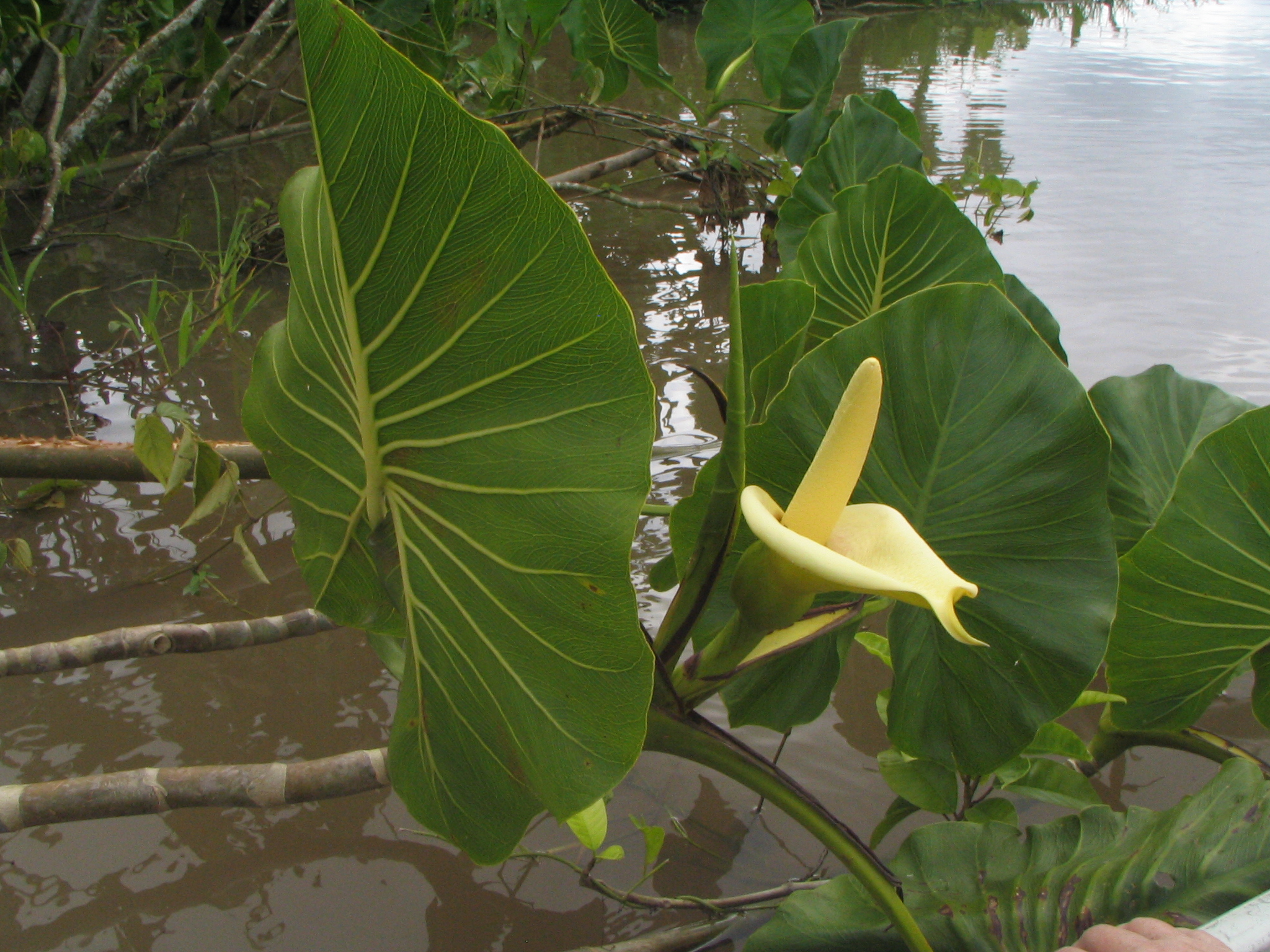
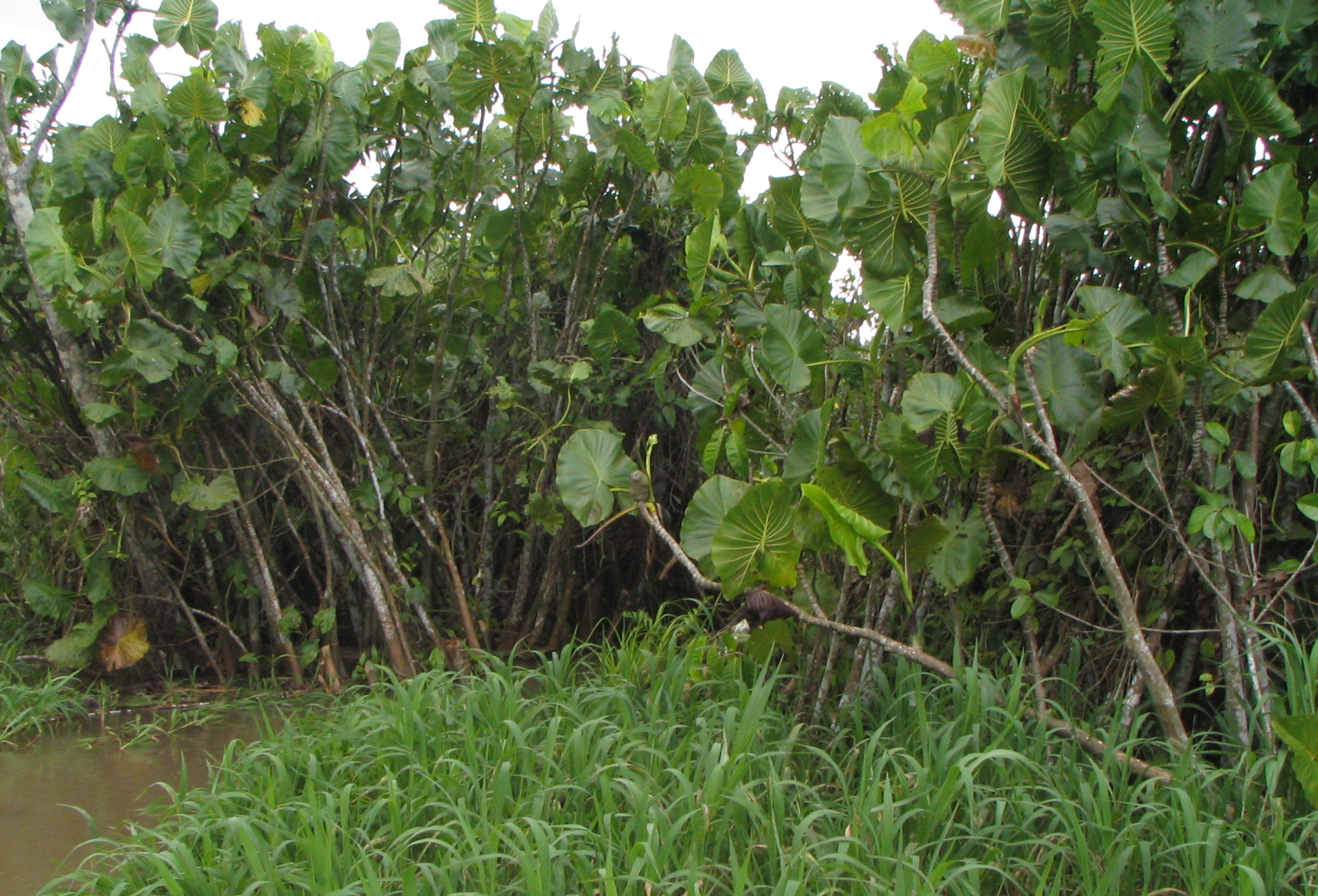